# Bandera de La Palma
La bandera de la Palma, tal com disposa el Butlletí Oficial de Canàries, és de forma rectangular i està formada per dues franges verticals d'igual amplada, de colors blau marí i blanc, la primera al costal del pal. Al centre ostentarà l'escut del Cabildo de La Palma. Fou adoptada oficialment el 26 de novembre de 1990.
Segons sembla, els colors provenen de l'escut: el camper d'atzur i l'arcàngel d'argent. Per altra banda, el blau simbolitza tan el cel com la mar, mentre que el blanc representa la Verge de les Neus, patrona de l'illa.